# Marilyn Kagan
Marilyn Kagan (12 juin 1951 - 10 septembre 2020) est une psychothérapeute et actrice américaine. Elle est surtout connue pour son rôle dans le film Foxes d'Adrian Lyne en 1980.

## Biographie
Marilyn Kagan est née à Flushing, dans le Queens à New York, le 12 juin 1951,. Quand elle a huit ans, elle déménage avec sa famille à Scottsdale, en Arizona.
Elle étudie à l’université d'État de l'Arizona, où elle se spécialise en psychologie, avant d'obtenir un master en travail social de l’université d'État de San Diego. Elle apparaît alors sur scène dans plusieurs productions locales tout en terminant ses études, mais a l'intention de poursuivre un doctorat en travail social à ce moment-là. 
Marilyn Kagan fait ses débuts au cinéma en 1980, dans Ça plane, les filles ! d'Adrian Lyne, un drame sur le passage à l'âge adulte pour un groupe d'adolescentes à Los Angeles, dans lequel elle joue aux côtés de Jodie Foster, Cherie Currie et Scott Baio. Au moment de son casting, elle travaille comme assistante sociale pour les jeunes. Elle joue ensuite dans les téléfilms A Perfect Match, en 1980, et The Violation of Sarah McDavid en 1981. En 1984, elle tient un rôle secondaire dans le film slasher The Initiation face à Daphne Zuniga, et apparaît ensuite dans le film de viol et de vengeance The Ladies Club (1986).
Elle joue également dans plusieurs séries télévisées, dont Mork and Mindy en 1981, Pour l'amour du risque en 1983, Mariés, deux enfants en 1993 et Ellen en 1996.
Entre 1994 et 1995, après avoir mené une carrière de psychothérapeute, elle anime le Marilyn Kagan Show, dans lequel elle aide toute une série de personnes ayant des problèmes psychologiques variés.
Elle meurt d'un cancer le 10 septembre 2020, à l'âge de 69 ans,.

## Filmographie
| Année | Titre                          | Rôle        | Remarques     |       |
| ----- | ------------------------------ | ----------- | ------------- | ----- |
| 1980  | Ça plane, les filles !         | Madge Axman |               | [ 3 ] |
| 1980  | A Perfect Match                | Lisa        | Film télévisé | [ 1 ] |
| 1981  | The Violation of Sarah McDavid | Nan         | Film télévisé | [ 1 ] |
| 1984  | The Initiation                 | Marcia      |               | [ 1 ] |
| 1986  | The Ladies Club                | Rosalie     |               | [ 1 ] |